# Atlético Rio Negro Clube (Amazonas)
Atlético Rio Negro Clube, kortweg Rio Negro is een Braziliaanse voetbalclub uit Manaus in de staat Amazonas.

## Geschiedenis
De club werd op 13 oktober 1913 opgericht en werd genoemd naar de rivier Rio Negro. In 1973 speelde de club voor het eerst in de  Campeonato Brasileiro Série A. De laatste keer dat ze deelnamen was in 1986.  

## Erelijst
Campeonato Amazonense
1921, 1927, 1931, 1932, 1938, 1940, 1943, 1962, 1965, 1975, 1982, 1987, 1988, 1989, 1990, 2001